# Heinrich von Dampierre

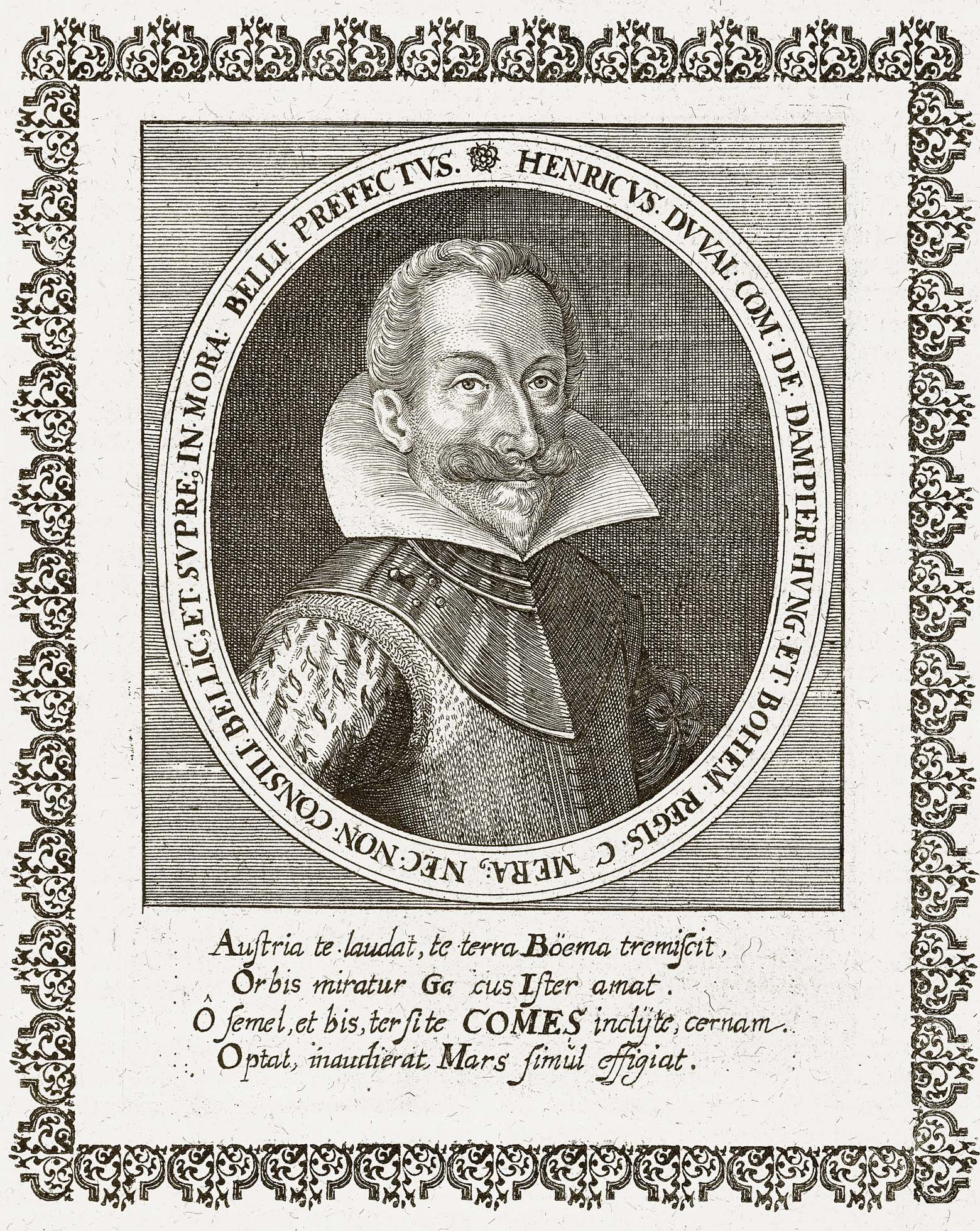
Kupferstich av Heinrich von Dampierre, 1662.

Heinrich (eller Henri) Duval von Dampierre, född 1580, död 1620, var en österrikisk militär.
Dampierre kom 1602 i österrikisk tjänst, tog med utmärkelse del i fejderna i Transsylvanien och Ungern och fick 1618 befälet över en styrka, som sändes mot böhmarna. 1619 besegrade han Ernst von Mansfeld i slaget vid Tein och beordrades 1620 mot böhmarnas bundsförvant Gábor Bethlen. Han stupade efter ett misslyckat försök att storma Pressburg.